# Gardabaer
Gardabaer ou Garðabær ( PRONÚNCIA) é uma cidade e município da Islândia.                                  Está situada a sul da capital Reiquiavique, da qual é um subúrbio.                                                                                                                                                                                      
A cidade tem 19 100 habitantes, enquanto que o município conta com uma população de 20 116 habitantes e uma área de 71 km² (2024).

Faz parte da Grande Reiquiavique, a qual é composta pelo próprio município de Reiquiavique e mais seis outros municípios em seu redor - Reiquiavique, Kópavogur, Hafnarfjördur, Gardabaer, Mosfellsbaer e Seltjarnarnes e Kjósarhreppur.

A Grande Reiquiavique.

Neste município localiza-se um estúdio de televisão com 5067 m², onde a série infantil LazyTown é gravada, que contém uma das unidades de televisão digital da Europa.

## História
Quando a Islândia foi colonizada, no século IX, existiam duas quintas na área onde actualmente é Garðabær. Estas quintas chamavam-se Vífilsstaðir e Skúlastaðir, Vífilsstaðir é uma homenagem a Vífill, escravo de Ingólfur Arnarson, o primeiro colono.

## Desporto
A cidade é sede do clube: 
- Ungmennafélagið Stjarnan (mais conhecido como Stjarnan)

## Galeria

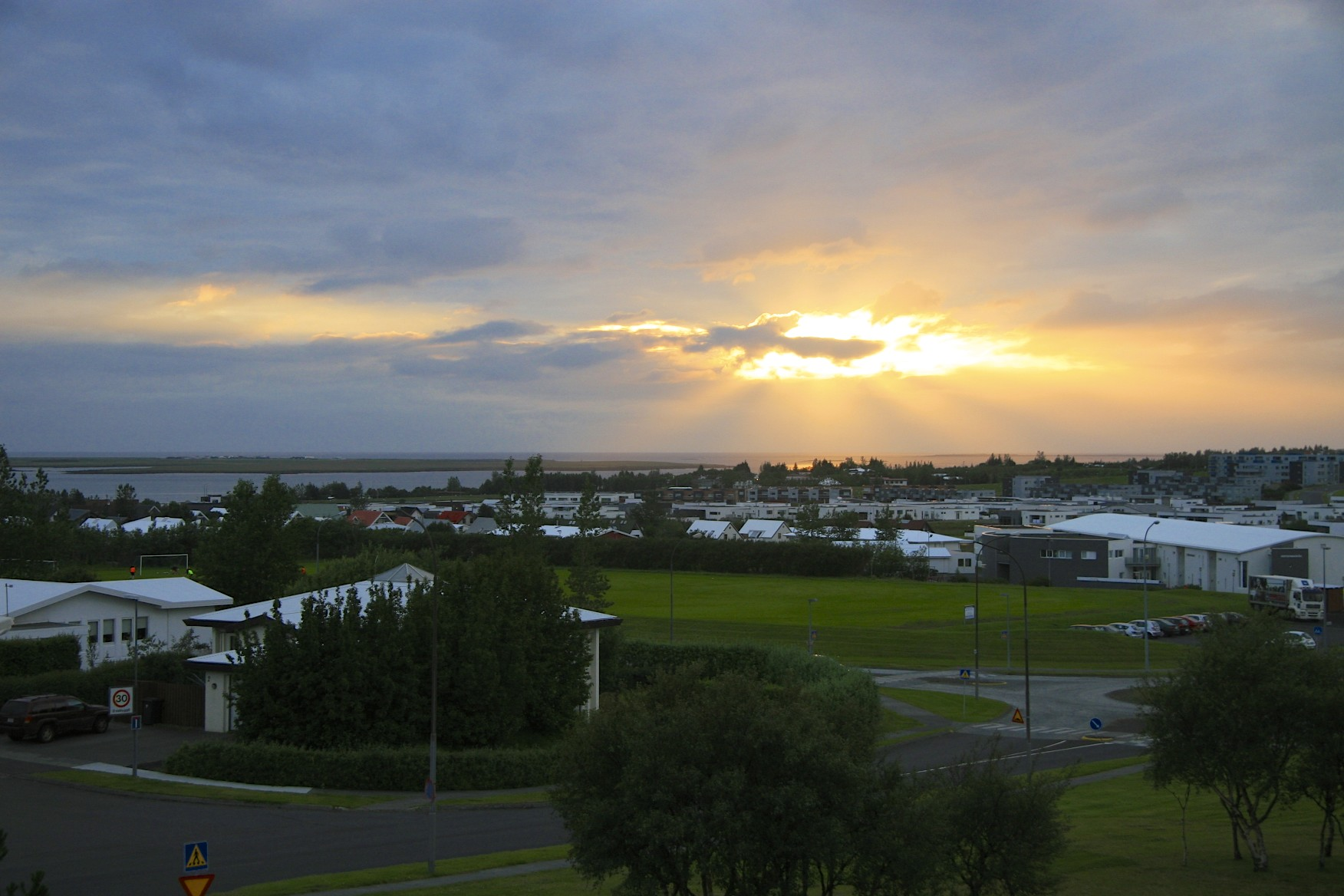
Vista de Garðabær
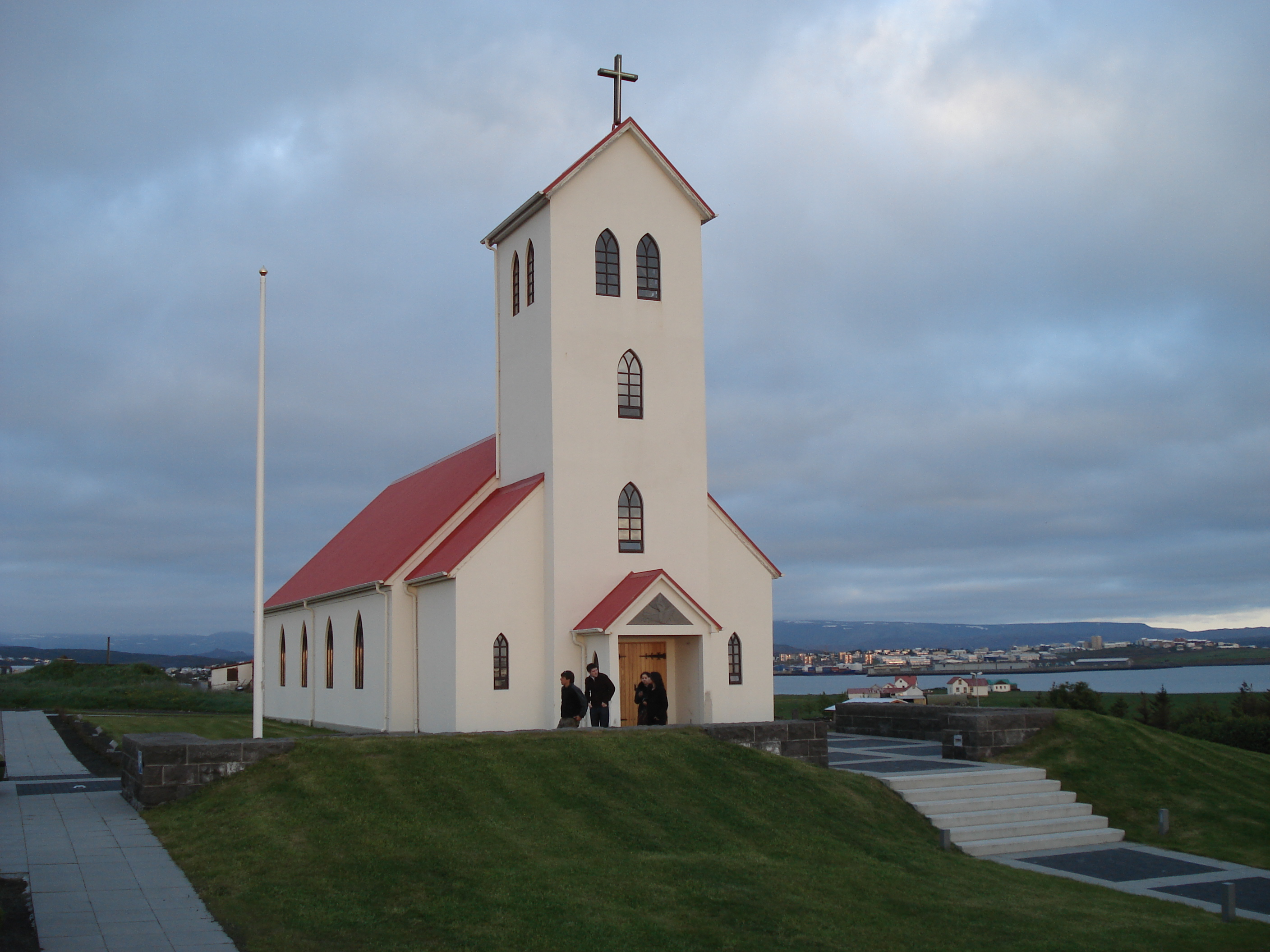
Igreja de Garðabær
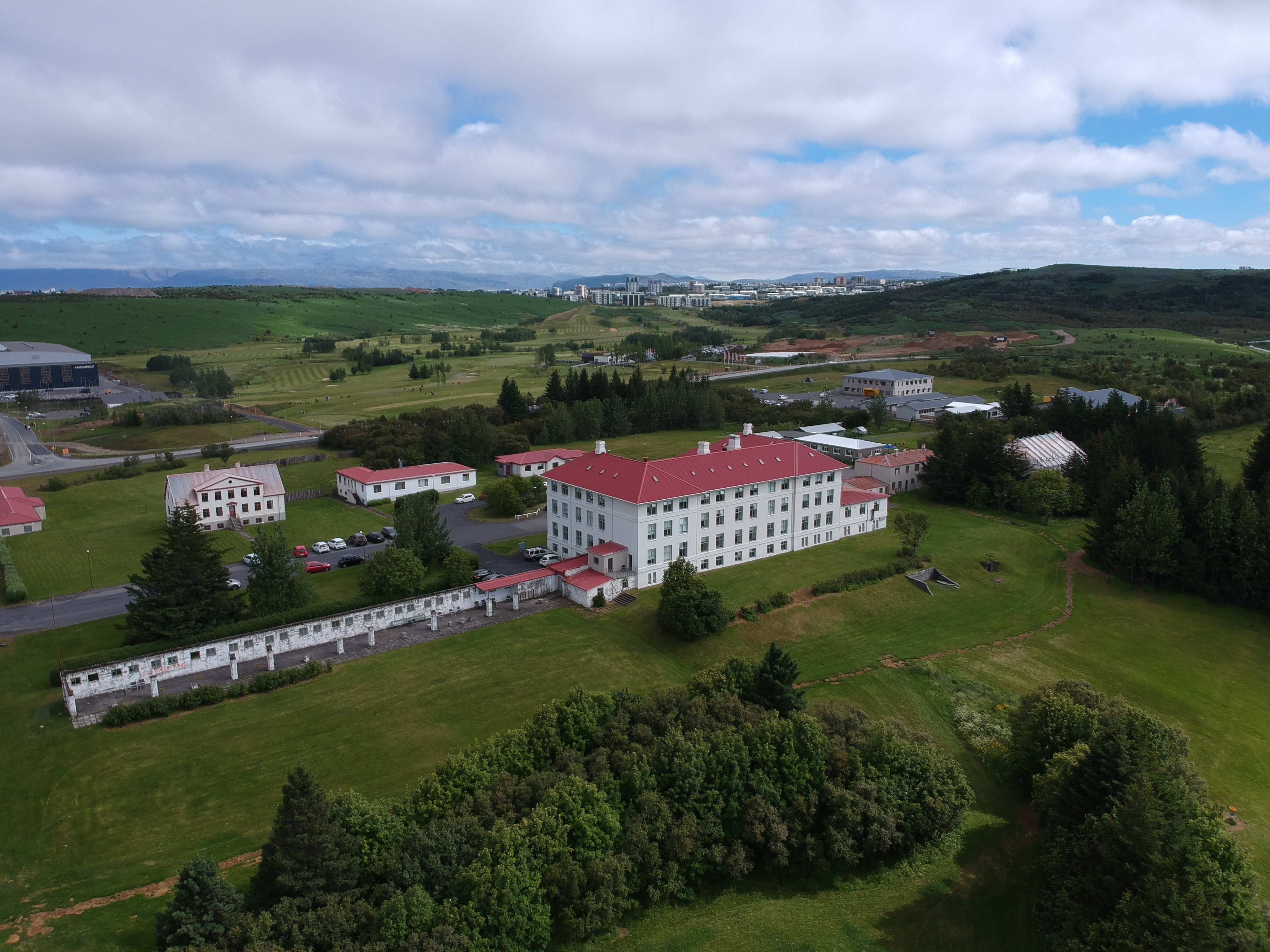
Hospital de Vífilsstaða
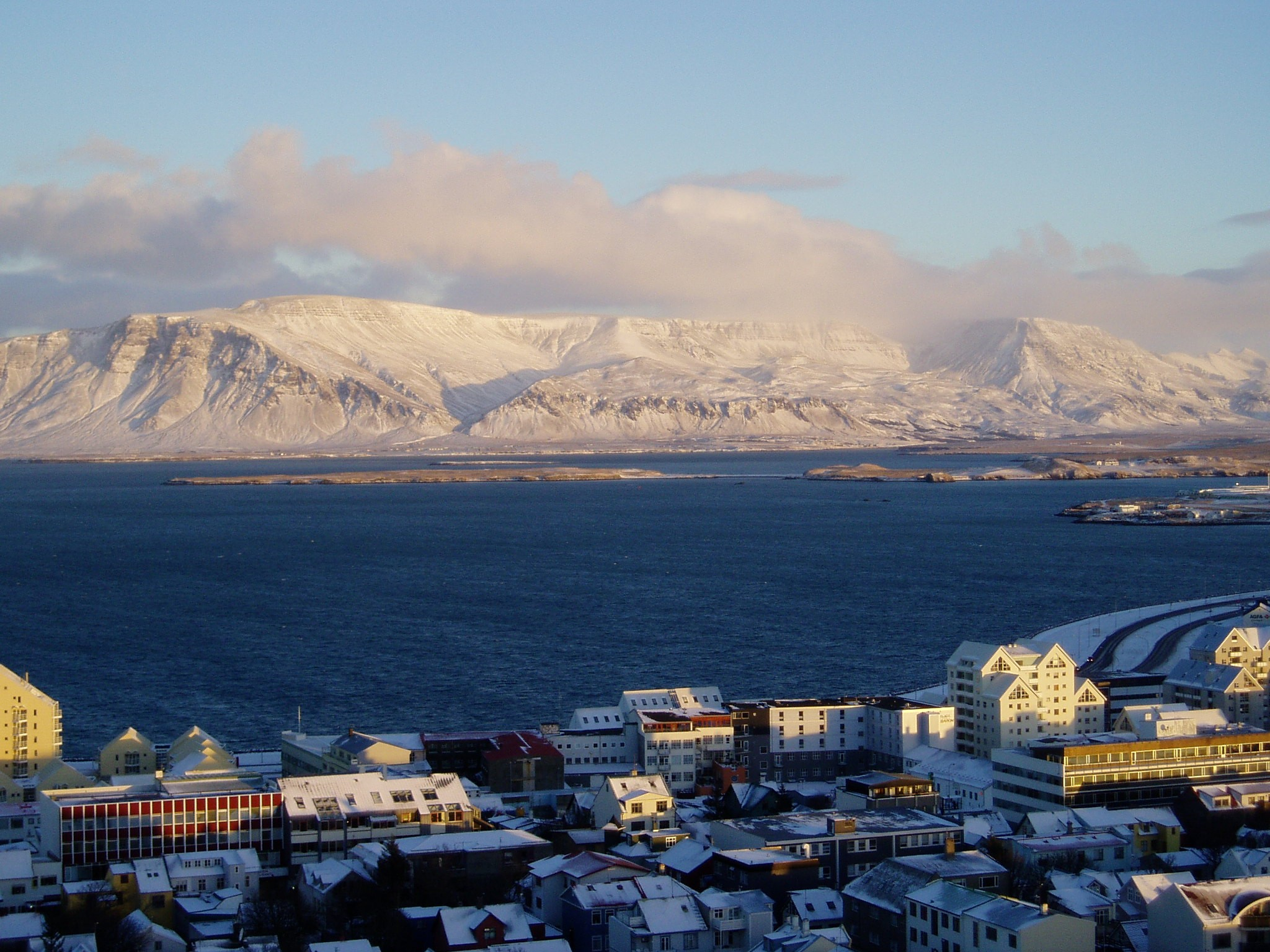
A cidade e a baía de Faxaflói